# Trichotosia microphylla
Trichotosia microphylla är en orkidéart som beskrevs av Carl Ludwig von Blume. Trichotosia microphylla ingår i släktet Trichotosia och familjen orkidéer. Inga underarter finns listade i Catalogue of Life.